# Hearts and Minds
Hearts and Minds (Corações e Mentes, em português) é um documentário de 1974 sobre Guerra no Vietnã, dirigido por Peter Davis. Considerado um dos mais importantes documentários políticos da história do cinema, Corações e Mentes levou o Oscar de Melhor Documentário em 1975.

## O Filme
Das cerca de 200 horas rodadas, Davis aproveitou 112 minutos. Apoiando-se em rico material de arquivo e depoimentos com personalidades políticas, ex-combatentes estadunidenses e sobreviventes vietnamitas colhidos nos anos de 1972 e 1973 - além de inserções de trechos de filmes de Hollywood -, Corações e Mentes procura demonstrar que o militarismo exacerbado e racismo intrínsecos à cultura estadunidense levaram os Estados Unidos ao extenso conflito no Sudeste Asiático. A meta de Davis é investigar os corações e as mentes dos norte-americanos.
O filme expôs as devastadoras conseqüências humanas deste conflito, que matou mais de um milhão de vietnamitas - a maioria civis - e 45 mil soldados norte-americanos. Davis é reconhecido como o primeiro documentarista a dar voz ao "outro lado" da história - no caso a população civil vietnamita, as maiores vítimas. Os efeitos nefastos da guerra sobre os vietnamitas são um dos pontos de fortes da obras, que traz imagens de impacto sobre a dor e a indignação de pessoas que perderam filhos em bombardeios de aviões norte-americanos, ao mesmo tempo a resistência deste povo.
O título do documentário foi retirado de uma famosa frase do presidente norte-americano Lyndon B. Johnson ("A vitória da América dependerá dos corações e mentes das pessoas que moram no Vietnã."). Segundo Judith Crist, crítica e professora de escrita analítica da Universidade de Columbia, Corações e Mentes mudou a história dos documentários políticos.

## Lançamento nos EUA
A ferida do conflito no Sudeste Asiático era uma ferida grande demais na história norte-americana. A distribuição do filme nos Estados Unidos foi atrasada devido a ameaças e ações judiciais, incluindo uma ordem obtida por Walt Rostow, consultor de segurança do presidente norte-americano John Kennedy, e um dos entrevistados no trabalho de Davis.
Depois da Columbia Pictures recusar-se a distribuir a obra, Bert Schneider e Henry Jaglom adquiram de volta os direitos do documentário e ele foi lançado nos Estados Unidos em março de 1975 pela Warner Bros. Pictures.

## Premiação
O documentário foi produzido entre 1972 e 1973 e lançado em no ano seguinte no Festival de cinema de Cannes, onde foi aclamado tanto pela crítica quanto pelo público. Um ano depois, recebeu o prêmio de Melhor Documentário no Oscar.
Durante sua entrega do Oscar, o co-produtor Bert Schneider leu um comunicado da delegação do governo norte-vietnamita - que negociava o final da guerra em Paris: "It is ironic that we are here at a time just before Vietnam is about to be liberated".
Em seguida, o cantor Frank Sinatra, que apresentava a premiação daquele ano, respondeu ao gesto provocativo de Schneider ao ler uma carta do comediante Bob Hope, outro apresentador daquela cerimônia: "The academy is saying, 'We are not responsible for any political references made on the program, and we are sorry they had to take place this evening".

## Prêmios
Academy Awards: 1974 (entregue em 1975) de melhor documentário.